# Magni MH
Le MH1 e MH2 furono due motociclette da strada, le prime prodotte dalla casa italiana Magni. Presentate nel 1980, condividevano motore e telaio, differenziandosi solo per la dotazione, più completa sulla MH2.

## Storia del progetto
Fondata nel 1977, la Magni inizialmente si occupava solo della realizzazione di componenti aftermarket dedicati alle moto MV Agusta da strada. Nel 1980 l'azienda realizza la sua prima moto, costruita attorno al motore Honda della CB 900F Bol D'Or del 1979.
Il motore, che originariamente erogava 95 CV, sulle MH1 e MH2 era modificato con componenti della Eckert ed erogava 120 CV.
Il "kit" base, ovvero la MH1, comprendeva un telaio Magni in acciaio legato al cromo-molibdeno, serbatoio, fianchetti copricarburatore, sellino biposto e cuscinetti di sterzo a rulli conici.
La MH2 era dotata, in aggiunta, di un forcellone con tendicatena eccentrico (simile a quello delle Bimota), forcella Italia, manubrio Tommaselli, cerchioni EPM e impianto di scarico 4 in 1. Le moto erano ulteriormente personalizzabili su richiesta dell'acquirente.
Complessivamente furono prodotti 256 esemplari. Il successo delle MH fu notevole soprattutto in Germania, tanto che la Magni decise di realizzare, su richiesta dell'importatore tedesco, una nuova moto con motore BMW, la MB.